# Vapnfjordingasagan
Vapnfjordingasagan (isl. Vápnfirðinga saga eller Vopnfirðinga saga) är en av islänningasagorna. Den utspelar sig kring Vopnafjörður (Vapnafjorden) på nordöstra Island. Handlingen kulminerar under de två decennierna 970-990.

## Handling
I början av sagan presenteras Brodd-Helge Torgilsson. Hans farfar, Torstein, som berättas om i Torstein vites saga, uppfostrade honom, efter att fadern Torgils blev dräpt. Enligt sagan kom sig Helges smeknamn av att Helge i unga år såg två tjurar stångas. Helge tog en isbrodd och band fast mot sin egen tjurs panna vilket gjorde att den vann. Han kallades därför Brodd-Helge.
Helge var vän till Geitir Lýtingsson från Yttre Krossavík. Geitir hade en syster som hette Halla. Hon blev Helges hustru. Så småningom uppkom en tvist mellan Helge och Geitir. Den eskalerade tills båda männen var döda. I slutet av historien försonas sönerna, Torkel Geitisson och Víga-Bjarni Brodd-Helgason. En annan av Helges söner, Sölve, omtalas i Ljosvetningasagan.

## Tillkomst, manuskript och översättning
Sagan är skriven omkring år 1220-30. Endast några pergamentsblad finns (AM 162 C fol.), resten gick förlorade i Köpenhamn på 1600-talet. Dessa är daterade till 1400-talet- För övrigt finns den endast i senare pappershandskrifter. Sagan trycktes först i Köpenhamn år 1848 i Nordiske Oldskrifter V.
Sagan är översatt till svenska av Åke Ohlmarks (1964).